# Adolfo de Quesada Hore
Adolfo de Quesada Hore, conde de San Rafael de Luyanó I (Madrid, 24 de noviembre de 1830, España - 1888) fue compositor, pianista y diplomático. Es una de las figuras más memorables dentro del piano romántico en España.

## Biografía
Adolfo de Quesada Hore nació en Madrid. A la edad de seis años, tras morir su padre,  violinista, se traslada a La Habana con su madre, Carmen Hore, donde vivió junto a su abuelo paterno Rafael María de Quesada. Estudia solfeo con Lauro Rossi y piano con José Miró, compositor gaditano que introdujo la escuela moderna de piano en Cuba en 1841. El 19 de noviembre de 1846 obtiene el primer premio de piano en el Liceo Artístico de La Habana. 
También recibió clases de Júlio Fontana, Pablo Desvernine y Friedrich Kalkbrenner. 
Mantuvo contacto con el  pianista estadounidense Louis Moreau Gottschalk y con otros reconocidos pianistas cubanos como Fernando Arizti y Nicolás Ruiz Espadero.
El 30 de agosto de 1853 contrajo matrimonio con Amelia Rábago y Hornedo, y en 1878 se le concedió el título de primer conde de San Rafael de Luyanó.
En España fue diplomático, centrando su actividad musical en la composición, aunque ofreció actuaciones privadas para la aristocracia o con fines benéficos. Colaboró con la Escuela Nacional de Música como jurado de concursos y como miembro de tribunal de oposiciones para la plaza de piano.

## Influencia y Legado
A través de sus composiciones se aprecian los avances técnicos y expresivos del piano en el primer romanticismo.[cita requerida] Parte de su obra responde a composiciones propias del salón romántico como pueden ser mazurcas, valses y polonesas. En sus mazurcas podemos observar modelos chopinianos que sigue también en su obra Polonesa, op.11.[cita requerida]
También encontramos en sus piezas referencias mendelssohnianas como es en el caso de la obra Romanzas. Por otra parte se puede apreciar en algunas obras la influencia cubana, como en el caso de la contradanza criolla Havane chérie, op.16.
En cuando a su labor de divulgación, Quesada ayudó a la difusión en España de la obra de Nicolás Ruiz Espadero. Esto lo consiguió a través de la colaboración en tres sesiones de la Sociedad de Cuartetos en la temporada 1868-69.[cita requerida]

## Obras musicales
- Polonesa, op. 11
- Tres Mazurcas, op.18
- Seis grandes estudios, op.20
- Serenata, op. 28
- Homenaje a Wagner
- Allegro de Concierto
- Día Feliz